# Соен Білн
Соен Білн (англ. Sohen Biln, 17 червня 1939 — 27 березня 2012) — канадський академічний веслувальник.
Срібний призер Олімпійських Ігор 1960 року в складі вісімки.